# Piedra Parada, Guanajuato
Piedra Parada är en ort i Mexiko.   Den ligger i kommunen Manuel Doblado och delstaten Guanajuato, i den centrala delen av landet, 300 km nordväst om huvudstaden Mexico City. Piedra Parada ligger 1 802 meter över havet och antalet invånare är 300.
Terrängen runt Piedra Parada är platt åt sydväst, men åt nordost är den kuperad. Runt Piedra Parada är det ganska tätbefolkat, med 72 invånare per kvadratkilometer. Närmaste större samhälle är Cuerámaro, 19,4 km sydost om Piedra Parada. I omgivningarna runt Piedra Parada växer huvudsakligen savannskog.